# Ligne de tramway L (SNCV Groupe de Gand Dampoort)
 (mars 2021).
Si vous disposez d'ouvrages ou d'articles de référence ou si vous connaissez des sites web de qualité traitant du thème abordé ici, merci de compléter l'article en donnant les références utiles à sa vérifiabilité et en les liant à la section « Notes et références ».
La ligne L est une ancienne ligne du tramway vicinal de Gand de la Société nationale des chemins de fer vicinaux (SNCV) qui reliait Gand à Lochristi entre 1903 et 1957.

## Histoire
Tableaux : 1931 381[Quoi ?]
- 20 août 1903 : mise en service entre Gand et le dépôt de Lochristi, traction vapeur, pas d'indice de ligne, exploitation par la société anonyme des Vicinaux en Flandres (VF), capital 126 ;
- 1904 : exploitation reprise par la SA des Tramways Urbains et Vicinaux (TUV) ;
- 1919 : reprise de l'exploitation par la SNCV ;
- 7 décembre 1930 : électrification, attribution de l'indice L[réf. souhaitée] ;
- 24 novembre 1933 : extension de Gand Dampoort vers la gare de Gand Saint-Pierre via les voies de la ligne O (capital 18) ;
- 28 septembre 1957 : suppression.